# Centro ruso para la reconciliación de Siria
El Centro ruso para la reconciliación de Siria o Centro ruso para la reconciliación de las partes opuestas en la República Árabe Siria es una organización sin fines de lucro fundado el 23 de febrero de 2017 en Siria. Su mayor objetivo es monitoriar el «proceso de paz» que se viene desarrollando en el país tras las Conversaciones de Ginebra en donde se aprobó la creación de zonas seguras en los llamados territorios sirios. Su creación es responsabilidad de los gobiernos de Rusia, Turquía y Estados Unidos. También se encarga de coordinar las misiones humanitarias a Siria aprovechando el cese a fuego a nivel nacional.
En mayo, el centro de reconciliación pudo entregar 4,7 toneladas de ayuda humanitaria en 10 misiones en 24 horas.
El Centro ruso también ha informado que los cascos blancos realizan vídeos falsos de ayuda después de supuestos ataques aéreos, bombardeos o el uso de armas químicas. También avisaron que varios consultores de los cascos blancos eran camarógrafos de la polémica cadena de televisión Al Jazeera, esta última negó las acusaciones.